# Мелвін Дуглас (борець)
Мелвін Лавон Дуглас (англ. Melvin Lavon Douglas; нар. 21 серпня 1963, Топіка, Шоні, Канзас) — американський борець вільного стилю, чемпіон, срібний та дворазовий бронзовий призер чемпіонатів світу, чемпіон Панамериканських ігор, срібний призер Ігор доброї волі, учасник двох Олімпійських ігор.

## Життєпис
Почав займатися боротьбою у 13 років. Виграв три індивідуальні чемпіонати штату, виступаючи за середню школу Хайленд-Парк в Топіці, штат Канзас (1979, 1980 та 1981), а також юніорський національний чемпіонат з вільної боротьби в 1981 році.
Тренер Стен Абель залучив його до боротьби в Університеті Оклахоми, де він став одним із найкращих борців в історії. Дуглас встановив рекорд 109-19-4. Він також був частиною двох найуспішніших команд Оклахоми, допомагаючи Sooners заробити титули Великої вісімки та посісти друге місце в NCAA у 1985 та 1986 роках.
Однак найбільший успіх він досяг на міжнародному рівні. Дуглас відзначився у вільній боротьбі та був авторитетним спортсменом на світовій арені понад 15 років. На національному рівні він виграв сім національних титулів США та був членом 11 національних збірних США. На міжнародному рівні він потрапив до шести збірних на чемпіонати світу та двох олімпійських команд.
У 1989 році Дуглас посів друге місце на Чемпіонаті світу у вазі 180,5 фунтів. Через чотири роки він досяг вершини спорту на Чемпіонаті світу в Торонто, Канада, вигравши золото. Він продовжив цей успіх бронзовою медаллю в 1995 році.
Він пройшов кваліфікацію до своєї першої олімпійської команди в 1996 році та посів сьоме місце. У 2000 році, у віці 37 років, він знову представляв свою країну на Олімпійських іграх. Дуглас брав участь у фінальному змаганні у віці 40 років, коли намагався відібратися на участь в Олімпійських змаганнях 2004 року.
На знак визнання тривалої успішної кар'єри на університетських і міжнародних змаганнях найвищого рівня Мелвін Л. Дуглас, III, закріплений як видатний член Національної зали слави боротьби.
Виступав за борцівський клуб «Sunkist Kids» зі Скоттсдейла — передмістя Фінікса. Тренувався самостійно.

## Спортивні результати на міжнародних змаганнях

### Виступи на Олімпіадах
| Змагання                    | Збірна | Вагова категорія          | Місце |
| --------------------------- | ------ | ------------------------- | ----- |
| Літні Олімпійські ігри 1996 | США    | вільна боротьба, до 90 кг | 7     |
| Літні Олімпійські ігри 2000 | США    | вільна боротьба, до 97 кг | 18    |

### Виступи на Чемпіонатах світу
| Змагання                        | Збірна | Вагова категорія          | Місце  |
| ------------------------------- | ------ | ------------------------- | ------ |
| Чемпіонат світу з боротьби 1989 | США    | вільна боротьба, до 82 кг | Срібло |
| Чемпіонат світу з боротьби 1993 | США    | вільна боротьба, до 90 кг | Золото |
| Чемпіонат світу з боротьби 1994 | США    | вільна боротьба, до 90 кг | Бронза |
| Чемпіонат світу з боротьби 1995 | США    | вільна боротьба, до 90 кг | Бронза |
| Чемпіонат світу з боротьби 1997 | США    | вільна боротьба, до 97 кг | 9      |
| Чемпіонат світу з боротьби 1998 | США    | вільна боротьба, до 97 кг | 5      |

### Виступи на Панамериканських іграх
| Змагання                  | Збірна | Вагова категорія          | Місце  |
| ------------------------- | ------ | ------------------------- | ------ |
| Панамериканські ігри 1995 | США    | вільна боротьба, до 90 кг | Золото |

### Виступи на Кубках світу
| Змагання                    | Збірна | Вагова категорія          | Місце  |
| --------------------------- | ------ | ------------------------- | ------ |
| Кубок світу з боротьби 1990 | США    | вільна боротьба, до 82 кг | Бронза |
| Кубок світу з боротьби 1994 | США    | вільна боротьба, до 90 кг | Золото |

### Виступи на Іграх доброї волі
| Змагання              | Збірна | Вагова категорія          | Місце  |
| --------------------- | ------ | ------------------------- | ------ |
| Ігри доброї волі 1998 | США    | вільна боротьба, до 97 кг | Срібло |

### Виступи на інших змаганнях
| Змагання                                                     | Збірна | Вагова категорія          | Місце  |
| ------------------------------------------------------------ | ------ | ------------------------- | ------ |
| Олімпійський кваліфікаційний турнір з боротьби 2000 (Мехіко) | США    | вільна боротьба, до 97 кг | Золото |